# Щетинозубовые
Щетинозубовые, или рыбы-бабочки, или щетинозубые (лат. Chaetodontidae), — семейство морских и солоноватоводных рыб из отряда окунеобразных.

## Описание
Мелкие и средней величины рыбы с очень сжатым с боков высоким телом, маленьким конечным выдвижным ртом, вооружённым мелкими щетинковидными зубами, которые иногда имеют трёхвершинные острия. Длина тела обычно от 12 до 22 см, самые крупные виды (Chaetodon ephippium, Chaetodon litus, Heniochus singularius) достигают 30 см. Спинной плавник один, не разделённый, с 6—16 колючими и 15—30 мягкими лучами. В анальном плавнике 3—5 (обычно 3) колючих и 14—23 мягких луча. Хвостовой плавник с закруглённым или выемчатым краем, с 17 основными лучами, из которых 15 разветвлённые. Тело покрыто мелкой ктеноидной чешуей, заходящей на спинной и анальный плавники. У большинства видов очень яркая, часто многоцветная окраска, через глаза проходит тёмная полоса.

## Распространение и экология
Древнейшие ископаемые щетинозубые найдены в отложениях нижнего эоцена (начало третичного периода). Считается, что произошли щетинозубые в Индийском и западной части Тихого океанов.
Распространены в Атлантическом (тропический и умеренный пояса), Индийском и Тихом океанах. Обитают чаще всего на коралловых рифах.
Большинство ведёт дневной образ жизни. Кормятся среди кораллов. Питаются мелкими беспозвоночными, коралловыми полипами, икрой рыб, нитчатыми водорослями, некоторые планктоном.

## Размножение
В период нереста большинство видов образует пары. Икру мечут прямо в воду, не прикрепляя её к какому-либо субстрату, после чего она становится частью морского планктона.

## Содержание в неволе
Некоторые планктоноядные виды хорошо содержатся в аквариумах, однако большинство видов трудны в содержании, а питающихся кораллами содержать в неволе практически невозможно.

## Классификация

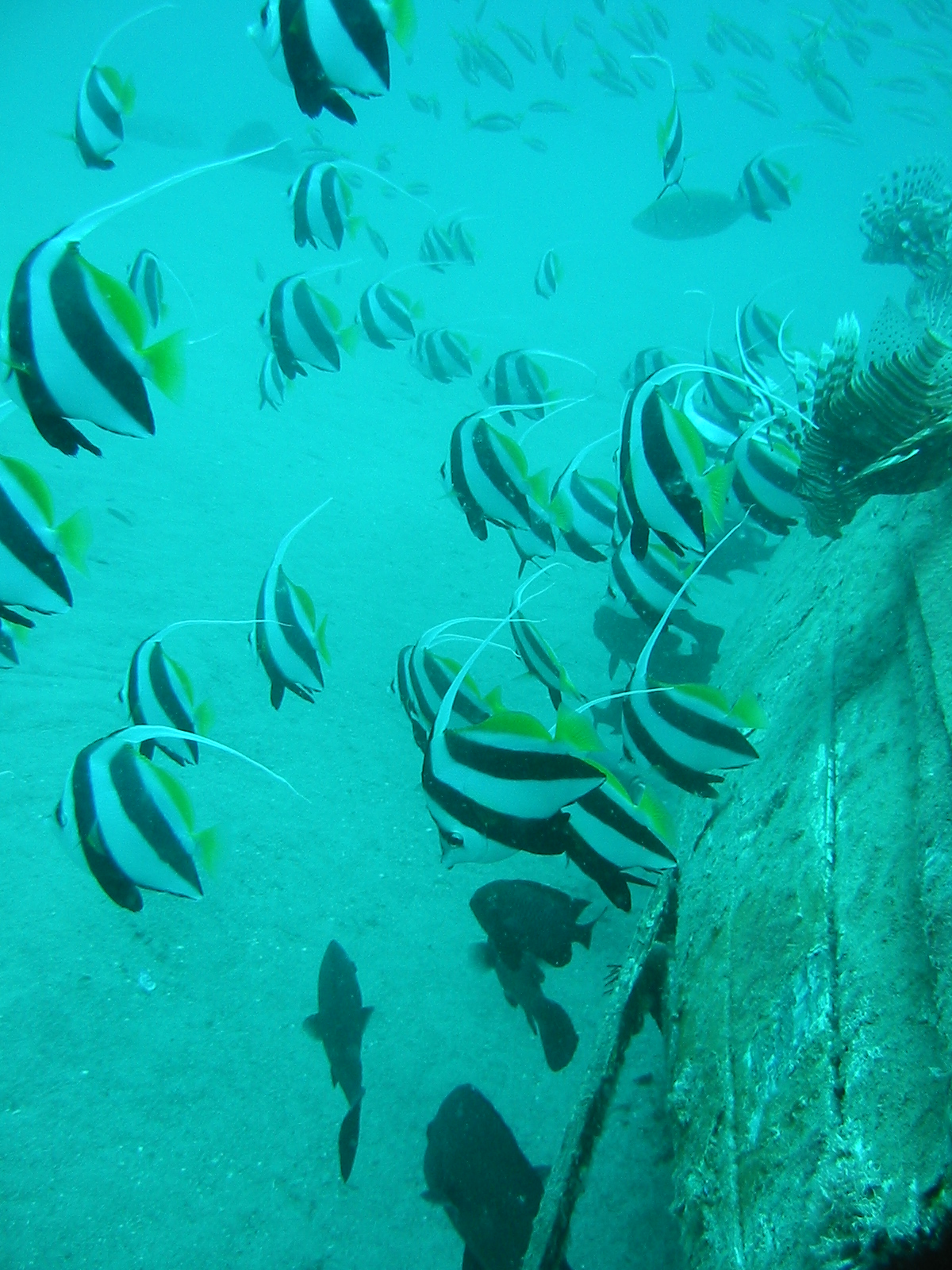
Косяк

В семействе рыб-бабочек 12 родов со 128 видами:
- Amphichaetodon
- Chaetodon — Рыбы-бабочки
- Chelmon — Хелмоны
- Chelmonops — Хелмонопсы
- Coradion — Корадионы
- Forcipiger — Форципигеры, или Длиннорылые рыбы-бабочки
- Hemitaurichthys — Гемитаурихты
- Heniochus — Кабубы
- Johnrandallia — Рэндаллии
- Parachaetodon — Парахетодоны
- Prognathodes — Прогнатодесы
- Roa

## Фотогалерея

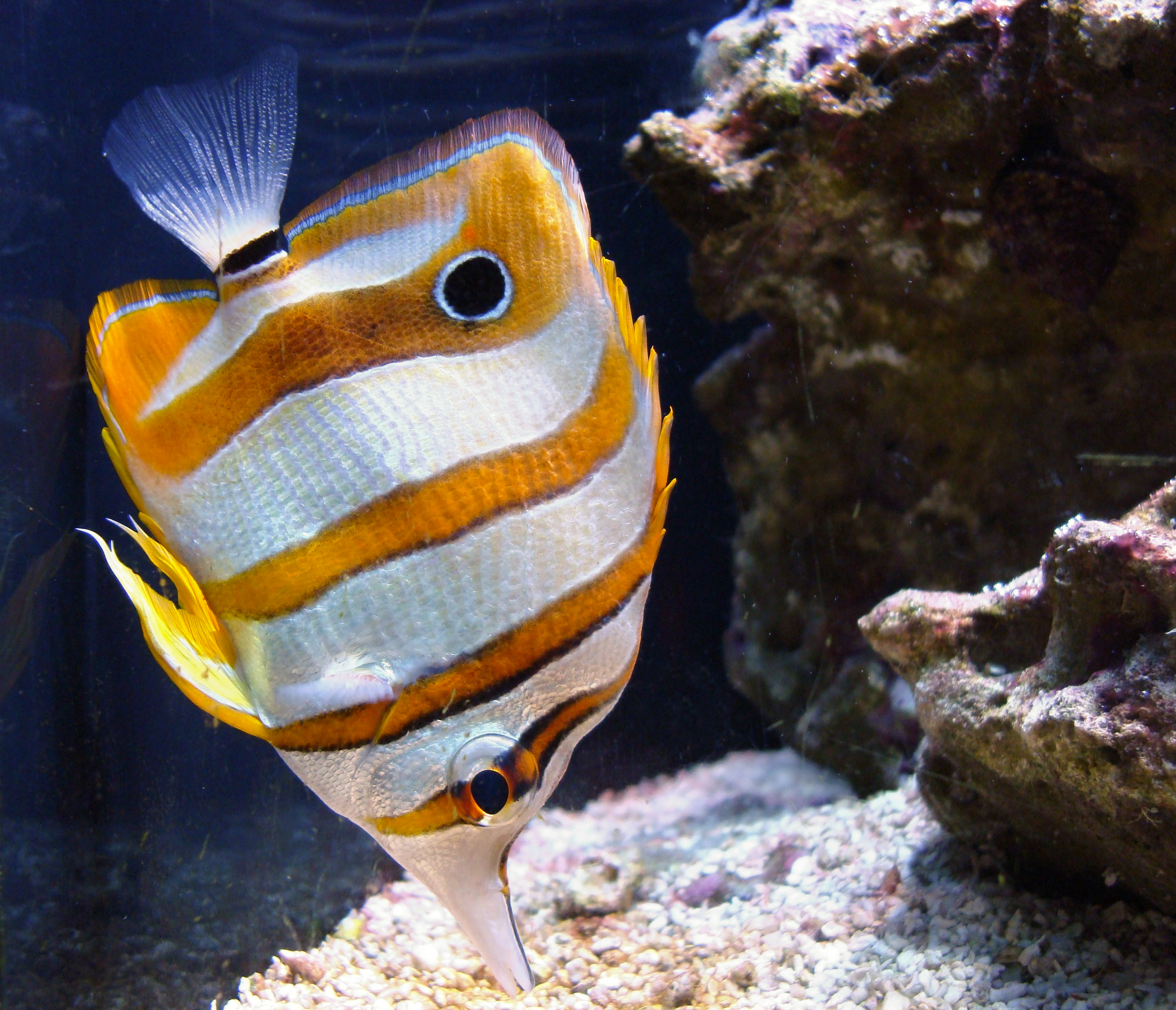
Меднополосая рыба-бабочка (Chelmon rostratus)
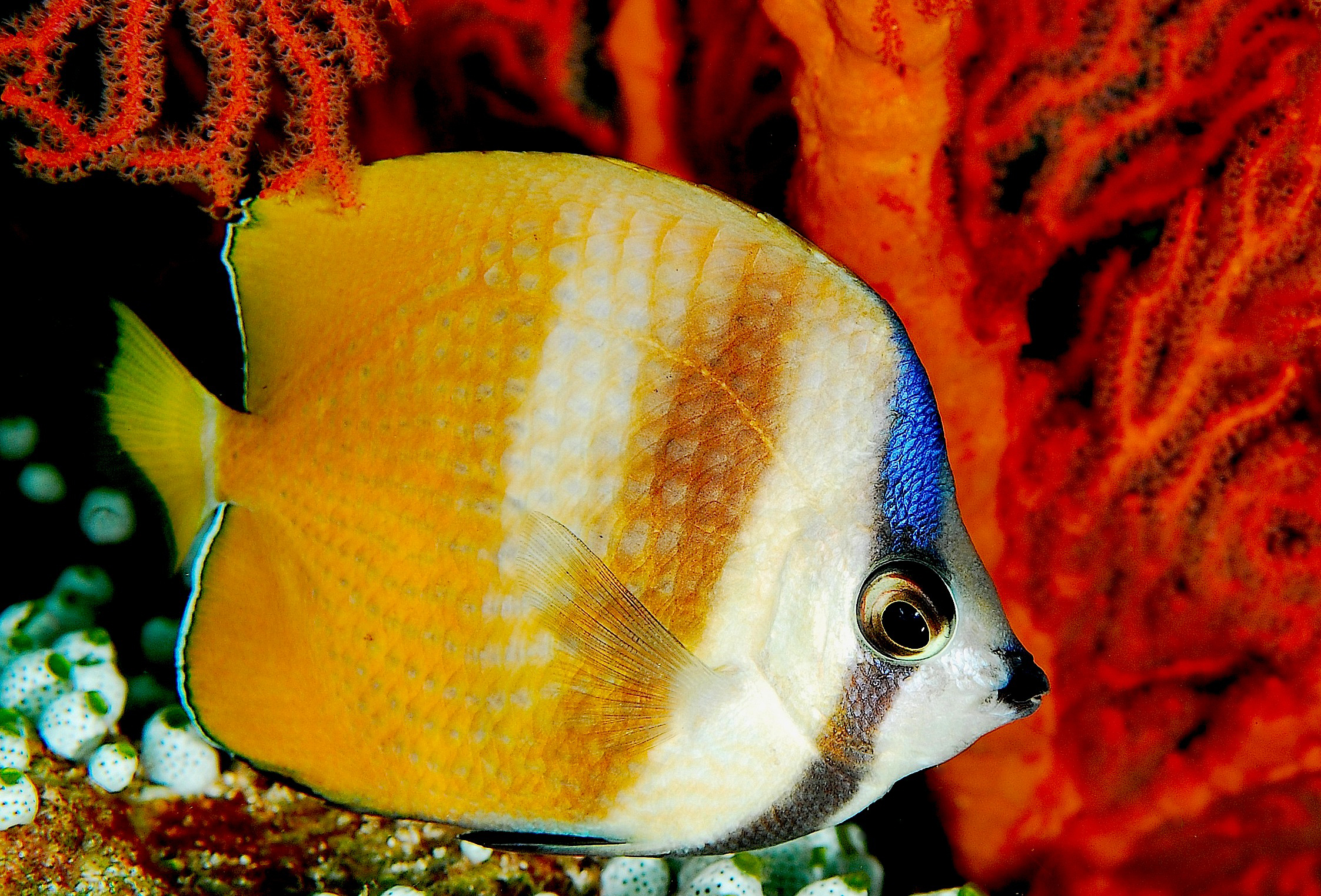
Лиловоточечная бабочка Клейна (Chaetodon kleinii)
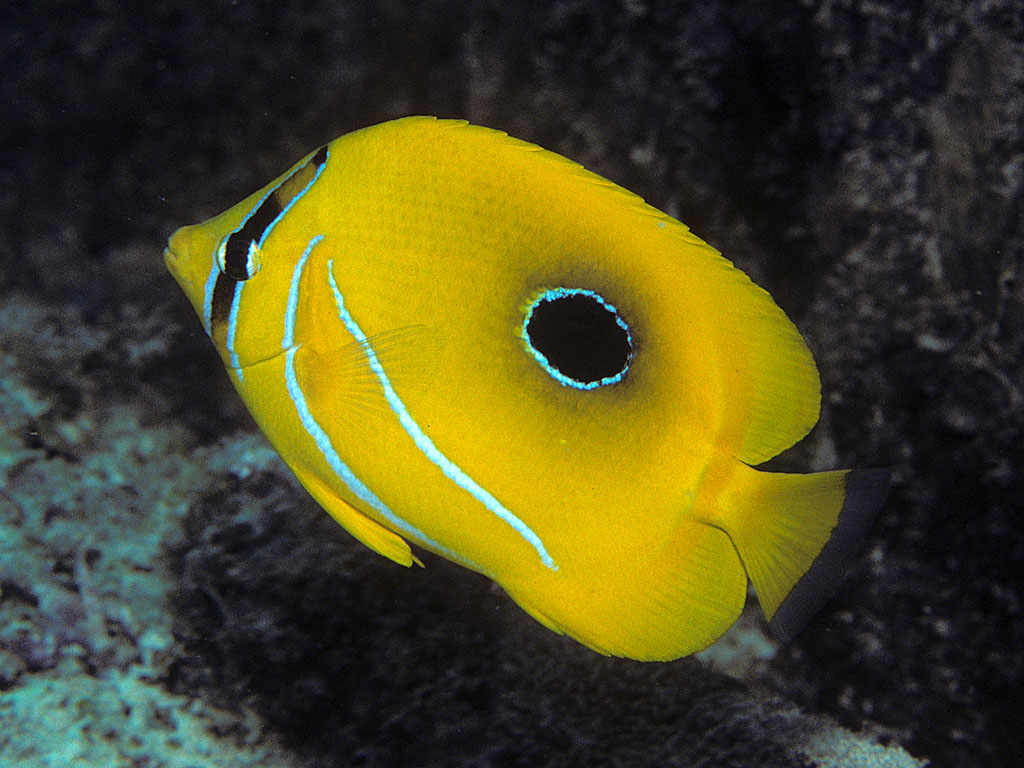
Chaetodon bennetti
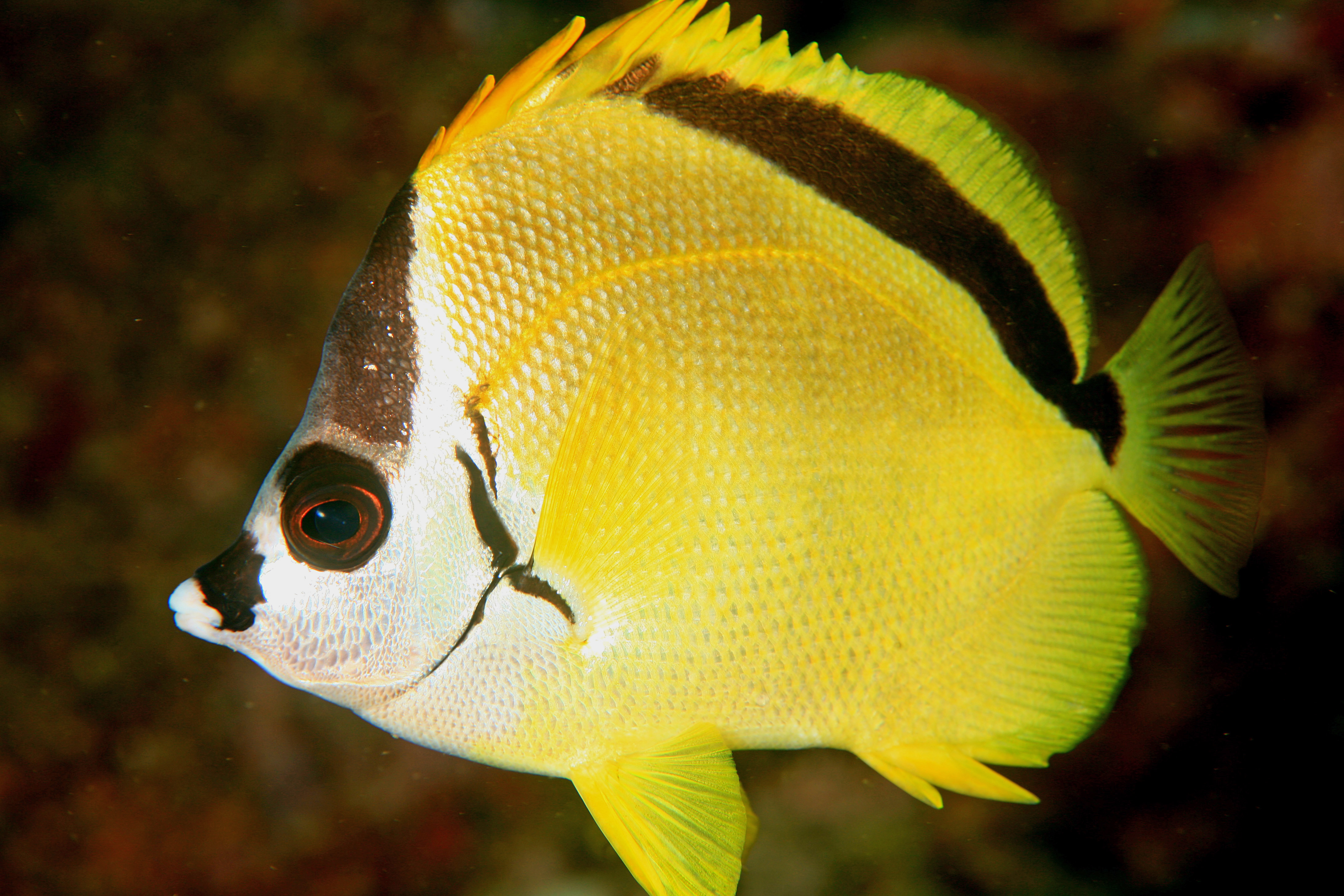
Рэндаллия (Johnrandallia nigrirostris)
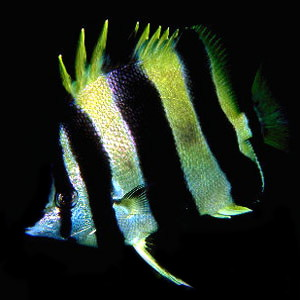
Amphichaetodon howensis